# Flamenco (film, 1952)
Pour les articles homonymes, voir Flamenco (homonymie).
Pour plus de détails, voir Fiche technique et Distribution.
Flamenco (Duende y misterio del flamenco) est un film espagnol réalisé par Edgar Neville, sorti en 1952.

## Synopsis
Un documentaire sur le flamenco.

## Fiche technique
- Titre : Flamenco
- Titre original : Duende y misterio del flamenco
- Réalisation : Edgar Neville
- Scénario : Edgar Neville et Walter Terry
- Musique : Enric Granados et Antonio Soler
- Photographie : Heinrich Gärtner
- Montage : Mercedes Alonso et Sara Ontañón
- Production : Edgar Neville
- Société de production : Edgar Neville Producción et Suevia Films
- Pays :  Espagne
- Genre : Documentaire
- Durée : 75 minutes
- Dates de sortie : 
  -  Espagne : 15 décembre 1952
  -  France : 6 mai 1953

## Distribution
- Antonio
- Pilar López
- Luz María Larraguivel
- Juanita Acevedo
- Jacinto Almadén « Niño de Almadén »
- Rosarito Arriaza

## Distinctions
Le film a été présenté en sélection officielle en compétition au Festival de Cannes 1953.